# Abalistes stellatus
Abalistes stellatus,  prva vrsta u rodu Abalistes koju je još 1798. godine opisao nepoznati autor. Ova riba koja naraste do 60 cm dužine (nešto više od 23 inča) a pripada porodici Balistidae (kostorošcima) i redu Tetraodontiformes.
Živi u Indijskom oceanu od Crvenog mora i Perzijskog zaljeva do južne Afrike i zapadnog ruba Pacifika; geografski 30°N - 38°S, 32°E - 179°W. Može je se naći na dubinama od 7 pa do 350 metara. Voli grebene i duboke obalne padine, dok se mlada riba sakriva po zaštićenim obalnim zaljevima i estuarijima.
A. stellatus je karnivora velike glave i malenih usta, agresivnog temperamenta, omiljena i u akvarijima gdje ju je potrebno hraniti lignjama, školjkama, kozicama i malim ribama.
Vernakularno je poznata kao Starry triggerfish, Kaisep (Papua Nova Gvineja), Cumu nuqa (Fidži) i Hijma (Jordan)